# 賀洪
賀洪（1471年—？），字禹疇，浙江慈谿縣人，旗手衛籍，明朝政治人物。

## 生平
弘治十四年辛酉科順天府鄉試第二十八名舉人。弘治十五年（1502年）中式壬戌科會試第二百十四名，三甲第八十四名進士。授南乐知县，正德四年（1509年）五月选授南京广西道试監察御史，十年五月考察以不謹闲住。

## 家族
曾祖賀勗；祖父賀師言；父賀欽，母陳氏。严侍下。